# Stockholmsvyerna i Civitates orbis terrarum
Stockholmsvyerna i Civitates orbis terrarum är två kopparstick från 1570-talet som ingår i verket Civitates orbis terrarums fjärde band, utgivet 1588 i Köln av prästen Georg Braun och gravören Frans Hogenberg.
Stockholmsvyerna är graverade av Frans Hogenberg efter teckningar av Hieronymus Scholeus. Äldre forskning har av misstag ansett hans namn vara en pseudonym, och att konstnären var Henrik Rantzau, ståthållare i hertigdömet Schleswig-Holstein. Detta fel berodde på L.M. Bååth, författare till Hälsingborgs historia, del II:1: Den senare medeltiden, 1933.
Ny forskning har visat att konstnärens namn var Hieronymus Scholeus, och att han tecknade Bergen år 1581. Detta framgår av ett brev från Rantzau till kung Fredrik II av Danmark 1585. Rantzau var bekant med utgivarna av Civitates orbis terrarum, prästen Georg Braun och gravören Frans Hogenberg. Han hjälpte dem genom att tillhandahålla ritningar och kartor av städer i Skandinavien. Av denna anledning tilldelades han av misstag äran att vara tecknare till de skandinaviska delarna, däribland Stockholmsvyerna och Bergen.
Bilderna har en horisontell bildkomposition och anses vara den första visuellt trovärdiga avbildningen av Stockholm, jämfört med bland andra den tidigare, vertikalt komponerade Vädersolstavlan.

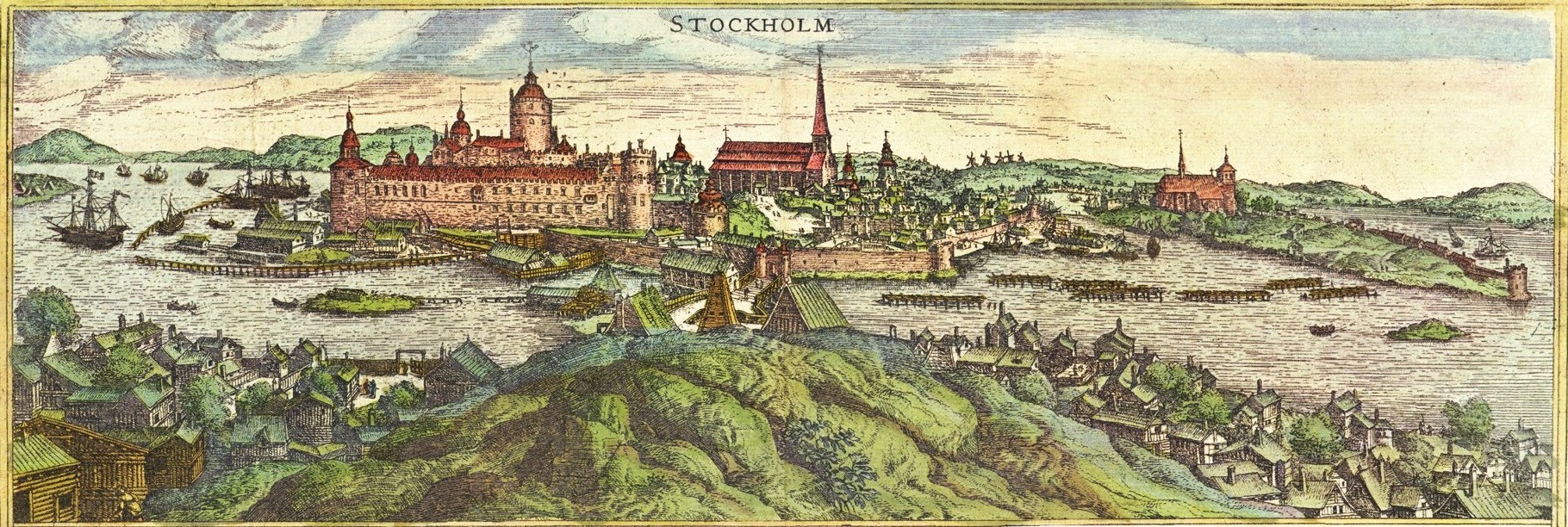
Vyn från norr (Brunkeberg)
Från vänster: Saltsjön, Tre Kronor, Helgeandsholmen, Storkyrkan, stadsmuren, Riddarholmskyrkan, Riddarfjärden. I förgrunden Norrmalm.

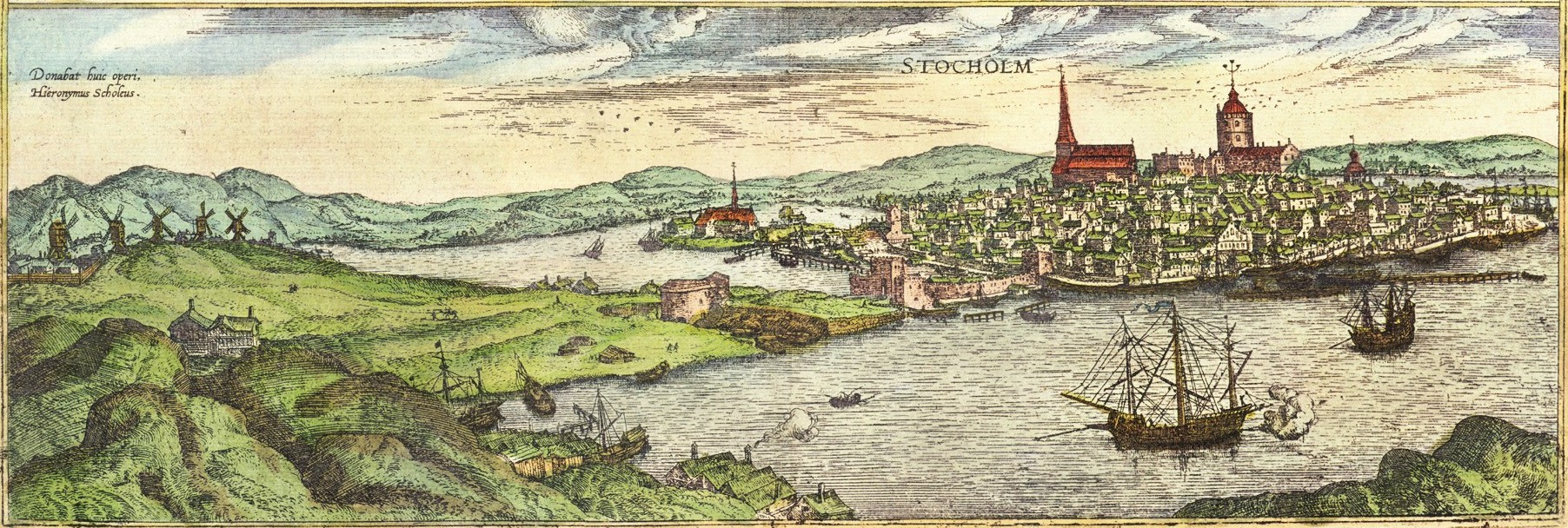
Vyn från söder (Katarinaberget)
Från vänster: Mariaberget, Riddarfjärden, Riddarholmen, stadsmurens söderport, Saltsjön, Storkyrkan, Tre Kronor, Koggbron.

## Varianter

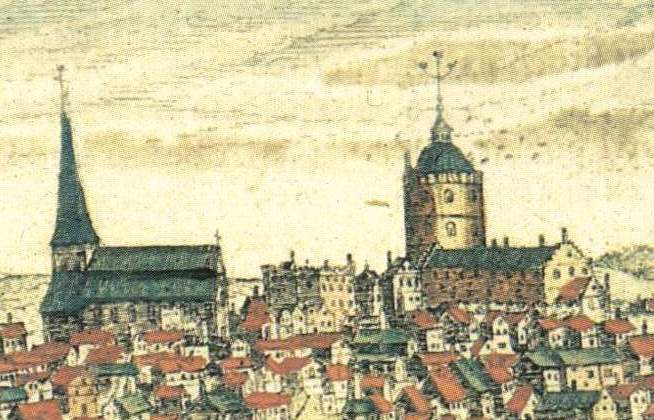
Alternativ kolorering

Vyerna förekommer i olika färgsättningar, och på någon version syns röda hustak på den lägre bebyggelsen, vilket anses felaktigt, då taken inte var röda utan gråa eller gröna. Deltagaren i den holländska beskickningen 1614 skrev:
| ” | …vid ankomsten tog sig /staden/ alldeles grön ut /…/ ty husen ha alla avplattade tak, täckta med grönskande grästorvor och på en del låter man getter gå och beta. | „ |

## Plagiat

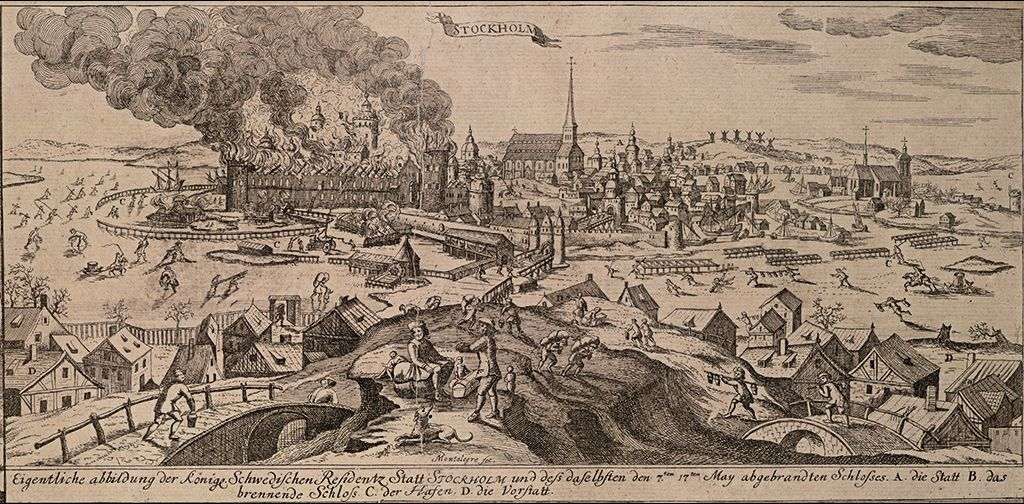
Montalegres kopparstick av Stockholmsbranden 1697.

Stockholmsvyerna kom även att användas som grund för flera senare avbildningar av Stockholm, däribland Montalegres kopparstick över Slottsbranden 1697, som är utfört med Frans Hogenbergs arbete som förebild.